# Шах, Ганеш
Ганеш Шах (непальск. गणेश शाह; род. 12 декабря 1949) ― непальский политик. Министр по вопросам окружающей среды, науки и технологий Непала. Генеральный секретарь Коммунистической партии Непала (объединённой) и один из старших её лидеров.

## Биография
В 1973 году окончил инженерный факультет Университета дружбы народов имени П. Лумумубы. С теплотой вспоминал годы учёбы в СССР: «Выпускники советских и российских вузов отличаются от тех, кто учился в других странах. В непальцах, учившихся в России, можно сразу почувствовать русскую душу. Я сам – непалец по национальности, но русский – по духу» ― так говорил он про себя. После окончания университета 12 лет проработал на государственном предприятии водоснабжения и канализации.
В 2008 году Ганеш Шах был назначен министром по вопросам окружающей среды, науки и технологий Непала в кабинете премьер-министра Прачанды. На своём посту проявил себя как активный сторонник борьбы с изменением климата в Непале, чем привлёк к себе большое внимание местных СМИ. Занимал пост главного советника в области водоснабжения и санитарии HIMCCA (Гималайский альянс по изменению климата). В 1996―2005 гг. ― генеральный секретарь Федерации профсоюзов Непала (также является основателем данной организации). 
Также известен в Непале как политик, идущий в ногу со временем: так, он поддерживает свой собственный блог в WordPress и является активным пользователем социальной сети Facebook. Владеет пятью языками.

### Семья
Ганеш Шах родился в Лохана Дхануша. Является представителем народа Мадхеси. Женат на Каляне Сапкоте, вместе с которой имеет двух сыновей.